# Matteo Castelli
Matteo Castelli (Melide, 1555 circa – Varsavia, 1632) è stato un architetto svizzero.

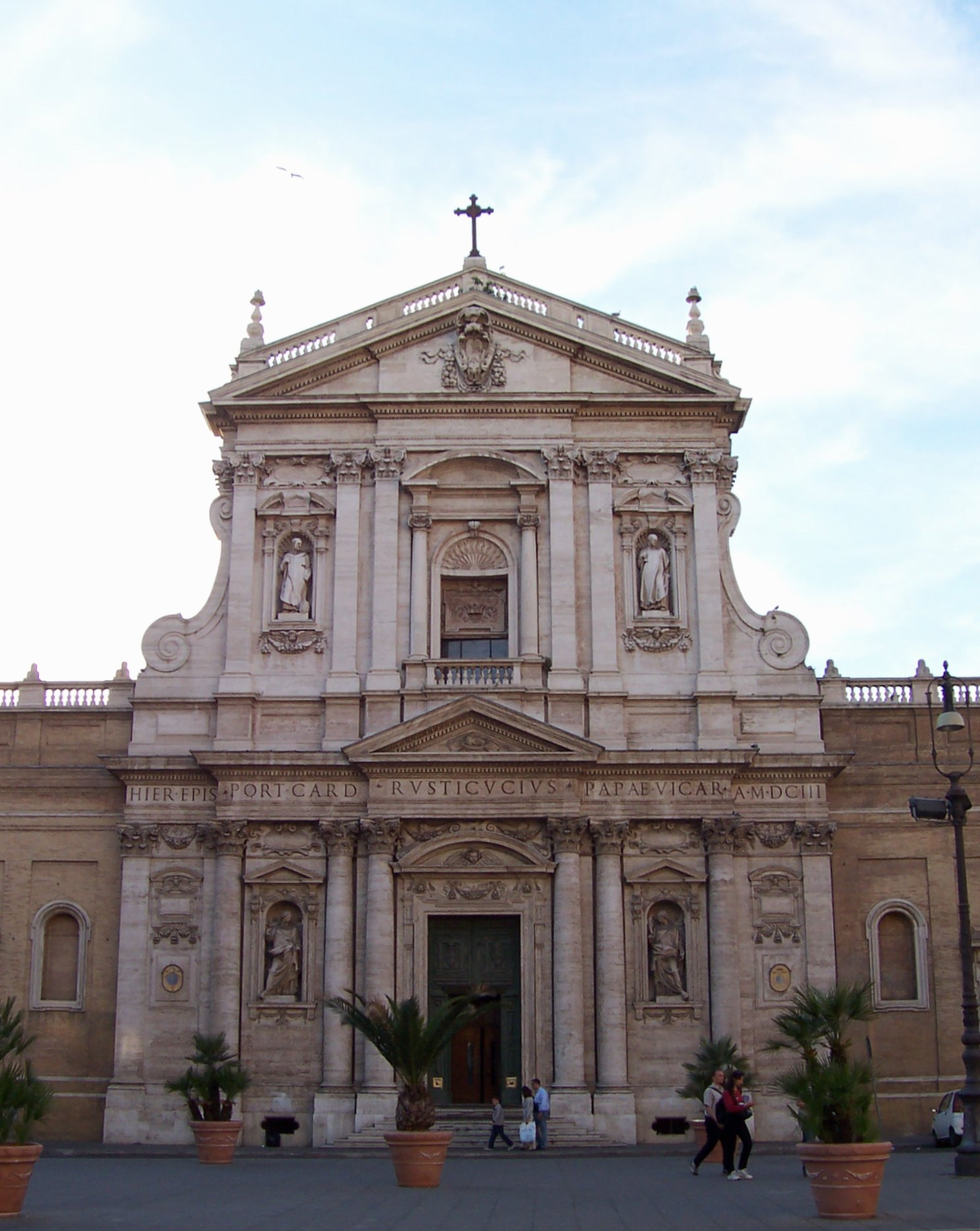
Facciata della chiesa di Santa Susanna a Roma

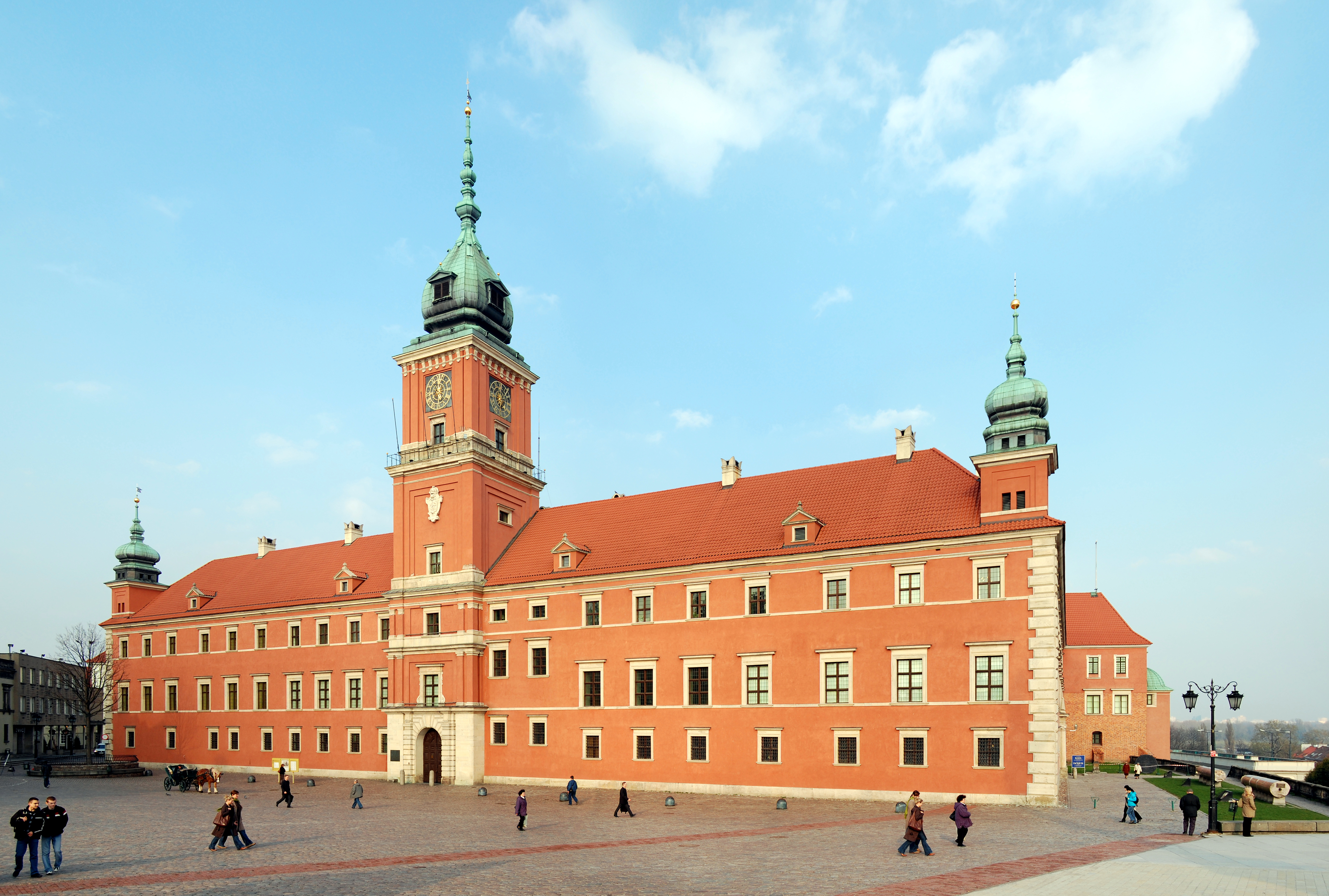
Castello Reale di Varsavia

Zio dell'architetto Costante Tencalla.

## Opere
(elenco parziale)
- Con Francesco Rossi, la facciata della chiesa di Santa Susanna a Roma (su progetto di Carlo Maderno) 1597-1603[1]
- la Cappella Barberini
- la basilica di Sant'Andrea della Valle a Roma (con Carlo Maderno)
- il Palazzo Mattei (con Carlo Maderno)
- la Cappella Rucellai
- il Castello Reale di Varsavia (ricostruzione)
- il castello di Ujazdów a Varsavia (con Giovanni Trevano) nel 1624
- la Cappella di San Casimiro a Vilnius